# CampingSpecialist労働者協同組合
Camping Specialist労働者協同組合（キャンピングスペシャリストろうどうしゃきょうどうくみあい、英語: Camping Specialist workers` Co-operative、略称: csw）は、三重県四日市市水沢町にある「俺たちのキャンプ場」を運営する協同労働団体である。
令和二年法律第七十八号労働者協同組合法に規定される法人格を持つ労働者協同組合としては日本第1号となる。

## 概要
この組合は、野外活動を通して、災害をも乗り越える力を身につけさせ、担い手のいない山林原野を整備し環境保全、自然観光とＣａｍｐｉｎｇの振興、及び中山間地域の振興を図るとともに、新規産業の創出及び老若男女、障がいのあるなしを問わずディーセント・ワークの視点に立った雇用機会の拡充を目的としている。

## 事業内容
(1)野外活動を通じて青少年の健全育成及び社会教育の推進を図る事業
(2)キャンプ場開発
(3)Campingの振興を図る事業
(4)各種宿泊施設の経営
(5)食料品、OEM、プライベートブランド商品、その他各種商品の企画、製造及び販売
(6)各種セミナー、イベント等の企画、開催、運営及び管理
(7)各種コンサルティング業務
(8)障害者の日常生活及び社会生活を総合的に支援するための法律に基づく障害福祉サービス事業
(9)野外活動を通じて防災減災対策の推進を図るとともに有事にあっては被災地の救助活動を行う事業

### 野外活動事業
保育園の野外活動支援や地域団体による青少年育成事業への協力を行う。

### キャンプ場開発事業
特定非営利活動法人FieldPlanningが開発を行ってきた三重県四日市市水沢町の俺たちのキャンプ場の開発を引き継いで開発を行う。

### Campingの振興を図る事業
俺たちのキャンプ場の運営を行うとともに、様々な場所でキャンプ事業を展開する。

## 組合員及び活動拠点
労働者協同組合法人として協同労働を推進し、地域課題の持続的な解決に向け志を同じくする仲間を集める。第1号の拠点として俺たちのキャンプ場を活動拠点とする。

### 役員
- 代表理事：服部勇史
- 副理事：竹内　理
- 専務理事：竹村仁志
- 監事：川島隆司

### 会員・関係者
- 理事・組合員　5名

合計　5名（2022年12月現在）

### 活動拠点
三重県四日市市水沢町にある縄文～室町時代の砂遺跡14400平米をフィールドとする俺たちのキャンプ場を活動の拠点としている。

## 活動内容
労働者協同組合法人として、野外活動にかかわるな協同労働を展開している。

### アウトドアイベント活動
- 三重アウトドアフェスティバルへの継続参加

FM三重が実施するアウトドアイベント。
- FIELDSTYLE JAMBOREEへの継続参加

年に一度開催されるアウトドアと防災に関するイベント。
- camp hack Powered by俺たちのキャンプ場の開催

野外活動を広く周知するためのイベント
- アウトドアイベント開催に関する相談

各地の塩漬けコンテンツに関するアウトドア活用に関する相談を随時受け付けている。

## 沿革
- 2020年3月、発起人がキャンプ場開発について検討を開始する
- 2020年8月、四日市市が土地開発公社から移管された水沢町の荒廃山林（砂遺跡）を視察
- 2020年12月、四日市市と土地の賃借契約を行う。同時に開発をスタート
- 2021年2月、創立者の呼びかけに応じて13人のメンバーでNPO法人FieldPlanningを結成
- 2021年5月、三重アウトドアフェスティバルに初出店
- 2021年6月、俺たちのキャンプ場プレオープン
- 2021年7月、一般社団法人四日市青年会議所による青少年育成事業に俺たちのキャンプ場として協力
- 2021年9月、初の宿泊客が俺たちのキャンプ場に宿泊
- 2022年8月、累計客数が2500組、6000人を超える
- 2022年9月、Camp hack 四日市市役所 Powerded by 俺たちのキャンプ場を初開催
- 2022年10月1日、公告を掲示
- 2022年10月15日、創立総会を実施
- 2022年10月17日、津地方法務局に法人登記届け出、Camping Specialist労働者協同組合を設立
- 2022年10月、三重県三重郡川越町にある高松海岸にてキャンプとビーチクリーンのコラボイベントを開催